# Hubrechtella sarodravayensis
Hubrechtella sarodravayensis är en djurart som tillhör fylumet slemmaskar, och som beskrevs av Kirsteuer 1967. Hubrechtella sarodravayensis ingår i släktet Hubrechtella och familjen Hubrechtidae. Inga underarter finns listade i Catalogue of Life.